# Лётич, Димитрие
Димитрие Лётич (серб. Димитрије Љотић; 12 августа 1891, Белград, Сербия — 22 апреля 1945, Айдовшчина, Югославия) — сербский политик, участвовавший в коллаборационистском правительстве Милана Недича. Руководитель фашистской православной партии ЗБОР.

## Биография
Родился в семье дипломата в Белграде. Образование получил на юридическом факультете Белградского университета в 1913 году. В 1914 году вступил в армию, участвовал в Первой мировой войне. Вместе с армией эвакуировался на остров Корфу. В 1918 году участвовал в боях на Салоникском фронте, был ранен. В 1919-20 гг. участвовал в подавлении организованных коммунистами выступлений в Югославии. В 1920 году демобилизован в чине поручика, открыл адвокатскую контору.
Был министром юстиции в 1931 году, однако ушёл в отставку после того, как король Александр I Карагеоргиевич отверг его предложение о включении в конституцию положения о проведении всеобщих свободных и тайных выборов. В 1935 году возглавил партию ЗБОР, идеология которой была смесью итальянского фашизма, немецкого нацизма и православного фундаментализма. Партия была крайне непопулярна (всего 0,86 % голосов на выборах в том же году). Выступил против заключения в 1937 году правительством М. Стоядиновича конкордата с Ватиканом (во многом благодаря деятельности Летича он так и не был утвержден).
После захвата Югославии в 1941 году поддерживал оккупацию и коллаборационистское правительство Милана Недича. Руководил созданием пронацистского ополчения «Сербский доброволяцкий корпус» и основал «Радну Службу» — молодёжную организацию, аналог Гитлерюгенда. Был автором многочисленных антисемитских и профашистских книг и статей.
Югославское правительство в изгнании и лидер четников Драголюб Михайлович публично осудили Лётича как предателя. Поддерживал контакты с четниками-коллаборационистами. Погиб в автокатастрофе (его автомобиль упал с моста). Похоронен в Словении.